# Arnaud Desjardins
Arnaud Desjardins (18 de junio de 1925 –  10 de agosto de 2011) fue un divulgador y director de documentales francés, uno de los primeros occidentales en descubrir y hacer descubrir, mediante documentales televisados, las grandes tradiciones espirituales ignoradas por los europeos: el hinduismo, el budismo (tibetano y zen) y el sufismo (místico del Islam) de Afganistán.

## El hombre: su vida, su obra
Al principio formó parte de grupos de Gurdjieff, primer contacto que tuvo con unas enseñanzas de conocimiento del sí mismo. Educado en un ambiente cristiano protestante, nutrió sus ansias de espiritualidad residiendo en un monasterio católico trapense. Sintiéndose fuertemente interesado por el yoga, este realizador para la televisión francesa quiso entonces hacer películas, en primer lugar, en la India. Esto le valió la notoriedad de su primera película, Ashrams. Gracias a sus muchos viajes y su pasión por la espiritualidad aportó muchos testimonios fílmicos y escribió numerosos libros.
Su pensamiento se inscribe en el marco de una tradición espiritual transmitida por su maestro Swami Prajnanpad, con quien se comprometió tras haber encontrado y filmado a sabios de diversas tradiciones. Muy alejado de todo espíritu sectario, se erige como garante de la tradición del Adhyatma yoga, rama del Advaita Vedanta. Esta corriente del hinduismo se basa en los Vedas, más concretamente en los Upanishad. Mostrándose siempre muy abierto al diálogo con las grandes tradiciones espirituales, tanto orientales como occidentales, este hombre, a quien muchos consideran como un sabio o un maestro espiritual, sigue siendo fiel a las enseñanzas de su maestro.
Arnaud Desjardins habla de su enfoque espiritual con las siguientes palabras: « una vía de erosión del egocentrismo compatible con los diferentes credos y convicciones religiosas ».

## Recursos

### Filmografía
Hinduismo:
- Ashrams, 1959

Budismo Tibetano:
- Le Message des Tibétains: Le Bouddhisme (première partie), 1966
- Le Message des Tibétains: Le Tantrisme (deuxième partie), 1966
- Himalaya, Terre de Sérénité: Le Lac des Yogis (première partie), 1968
- Himalaya, Terre de Sérénité: Les Enfants de la Sagesse (deuxième partie), 1968

Budismo Zen:
- Zen: Ici et Maintenant (première partie), 1971
- Zen: Partout et Toujours (deuxième partie), 1971

Sufismo:
- Soufis D'Afghanistan: Maître et Disciple (première partie), 1974
- Soufis D'Afghanistan: Au Coeur des Confréries (deuxième partie), 1974

### Biografías
- Arnaud Desjardins, ou l'Aventure de la Sagesse, Gilles Farcet, Paris, La Table Ronde, 1990
- Arnaud Desjardins, l'Ami Spirituel, Jacques Mousseau, Paris, Perrin, 2002